# Buszynko Pierwsze
Buszynko Pierwsze [pronunciación en polaco: /buˈʂɨnkɔ ˈpjɛrfʂɛ/] es un asentamiento ubicado en el distrito administrativo de Gmina Bobolice, dentro del condado de Koszalin, Voivodato de Pomerania Occidental, en el noroeste de Polonia. Se encuentra a unos 6 kilómetros al noreste de Bobolice, a 39 kilómetros al sureste de Koszalin, y a 150 kilómetros al noreste de la capital regional Szczecin.